# لادیسلاف ترویاک
لادیسلاف ترویاک (اسلواکی: Ladislav Troják; ۱۵ ژوئن ۱۹۱۴ – ۸ نوامبر ۱۹۴۸) بازیکن هاکی روی یخ اهل چکسلواکی بود.